# Rijs
Rijs – wieś położona w północnej Holandii, we Fryzji, w gminie De Fryske Marren. Do 2014 roku wieś znajdowała się na obszarze zlikwidowanej gminy Gaasterland-Sloten. W 2023 roku wieś liczyła 185 mieszkańców.
W pobliżu miejscowości znajduje się duży kompleks leśny zwany Rijsterbos.